# Ioulios Polydeukes

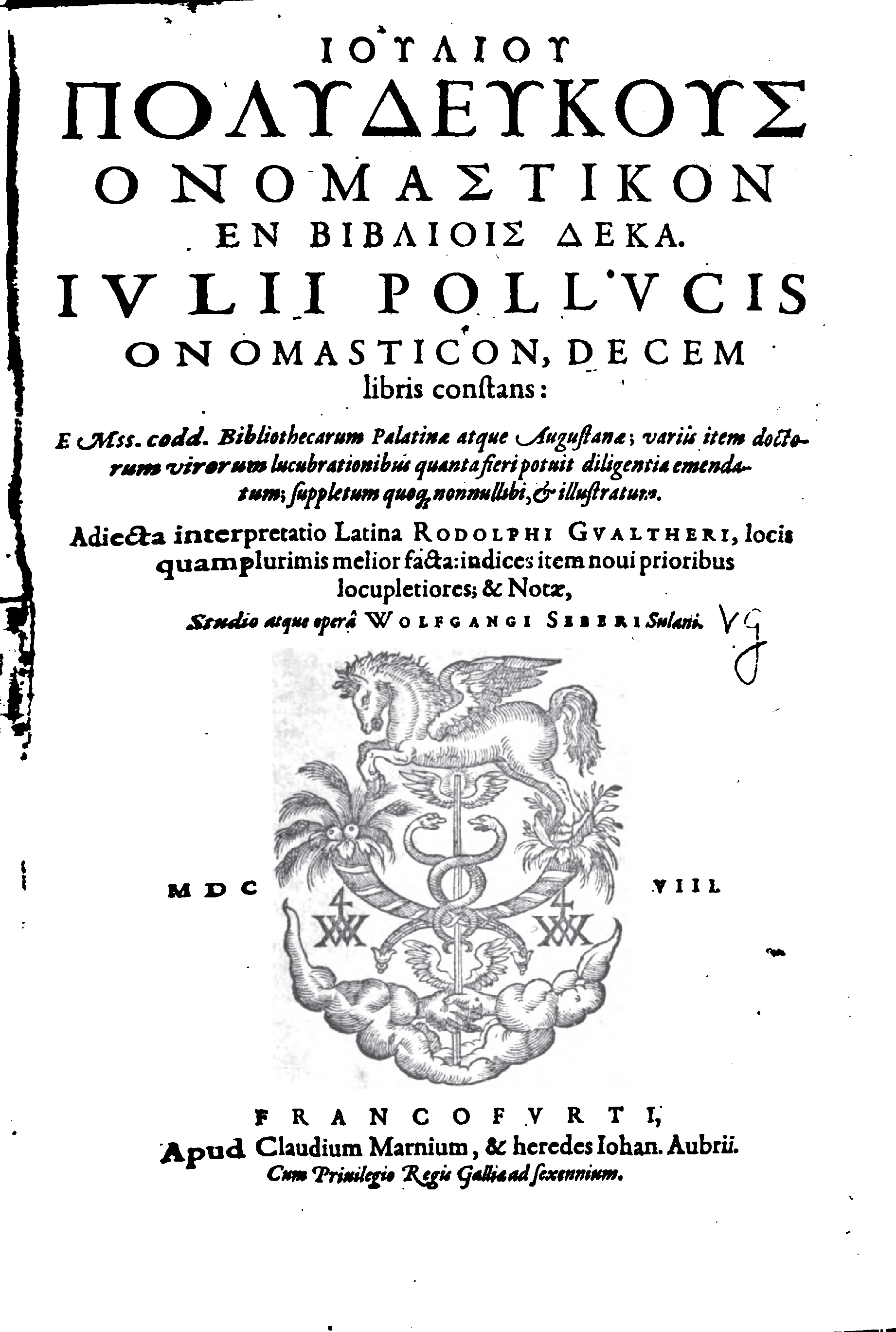
Griekse uitgaven van het Onomastikon (1608)

Ioulios Polydeukes (Gr. Ἰούλιος Πολυδεύκης) of Ioulios van Naukratis (Gr. Πολυδεύκης Ναυκρατίτης Polydeukēs Naukratitēs), gelatiniseerd Julius Pollux, was een 2e-eeuwse redenaar, letterkundige en lexicograaf tijdens de Tweede Sofistiek. Hij liet het Onomastikon na.

## Leven
Polydeukes was een Griekstalige uit Naukratis in Romeins Egypte. Uit de Levens van sofisten van Filostratos vernemen we dat hij door zijn vader werd geschoold in de literaire kritiek en door Hadrianos in de retorica. Hij hield een privéschool in Athene tot keizer Commodus hem een leerstoel retorica bezorgde aan de Academie. Hij werd 58 jaar oud en liet een zoon na. 

## Werk
Polydeukes stond bekend om zijn honingzoete stem, maar over zijn welsprekendheid hebben we alleen negatieve getuigenissen. Waar Filostratos zich nog een beetje inhield, gaf Loukianos van Samosata gaf hem de volle laag in zijn Retoricameester en ook in zijn Lexifanes wordt hij negatief herkend. Polydeukes' retorische werk, waarvan de Souda de titels opsomt, is niet overgeleverd.
Bijzonder is het Onomastikon dat van Polydeukes bewaard is (zij het in de 10e-eeuwse redactie van Arethas van Caesarea). In de tien boeken ervan verzamelde hij woorden en zinnen in het klassieke Attisch (en ook wel uit andere perioden of streken), ten behoeve van redenaars die zich wilden uitdrukken zoals hun grote voorgangers. Hoewel hij er vooral zijn geleerdheid mee wilde etaleren, geeft het werk soms een curieus inzicht in de antieke leefwereld, bijvoorbeeld wanneer hij kinderspelletjes beschrijft. Afgaand op de beschrijving van Commodus als Caesar moet het uiterlijk in het jaar 177 zijn verschenen (want vanaf dan was hij Augustus). De editio princeps werd in 1502 verzorgd door Aldus Manutius.

## Voetnoten
1. ↑  Philostratus, Schilderijen & Sofisten. Kunst, ekphrasis en retorica in de klassieke oudheid, vert. Peter Burgersdijk, 2015, p. 189
2. ↑  Jeremy M. Norman, Pollux's Onomasticon, the Oldest Specimen of Encylopedism Surviving from Antiquity, History of Information website (beozcht 21 december 2023)

- Bibsys: 95004196
- Biblioteca Nacional de España: XX1073767
- Bibliothèque nationale de France: cb123395124 (data)
- Catàleg d'autoritats de noms i títols de Catalunya: 981058614302006706
- CiNii: DA11702542
- Gemeinsame Normdatei: 100321739
- International Standard Name Identifier: 0000 0001 0863 8621
- Library of Congress Control Number: nr93031387
- Nationale Bibliotheek van Tsjechië: skuk0001124
- Nationale Bibliotheek van Israël: 987007266503705171
- Nationale en Universitaire bibliotheek Zagreb: 000384183
- Nederlandse Thesaurus van Auteursnamen: 069951373
- Istituto Centrale per il Catalogo Unico: SBLV126962
- SNAC: w6fr2599
- Système universitaire de documentation: 032348223
- Virtual International Authority File: 160696391
- WorldCat: E39PCjyMKJfBVkJG8Wqp3M979C